# ولیزولان
شهر ولیزولان  در بخش بولک در ایالت زوریخ در کشور سوئیس واقع شده‌است که ۱۲٬۰۰۰ نفر  جمعیت دارد.